# Germigny-l'Exempt
Germigny-l'Exempt è un comune francese di 338 abitanti situato nel dipartimento del Cher, nella regione del Centro-Valle della Loira.

## Società

### Evoluzione demografica
Abitanti censiti